# Василёвщина
Василёвщина — деревня в Марёвском муниципальном районе Новгородской области, входит в состав Молвотицкого сельского поселения.

## География
Деревня расположена на левом берегу реки Щебереха, в 7 км к северо-западу от административного центра сельского поселения — села Молвотицы.

## История
В списке населённых мест Демянского уезда Новгородской губернии за 1909 год деревня Василевщина (Бутырки), что указана на земле Дорошковского сельского общества была на территории Молвотицкой волости; число жителей в деревне — 33. Затем, с августа 1927 года, деревня Василёвщина в составе Молвотицкого сельсовета новообразованного Молвотицкого района новообразованного Новгородского округа в составе переименованной из Северо-Западной в Ленинградскую области. По постановлению ЦИК и СНК СССР от 23 июля 1930 года Новгородский округ был упразднён, а район перешёл в прямое подчинение Леноблисполкому. Германская оккупация — с сентября 1941 года. Здесь проходили бои Торопецко-Холмской наступательной операции. Указом Президиума Верховного Совета РСФСР от 19 февраля 1944 года райцентр Молвотицкого района был перенесён из села Молвотицы в село Марёво. Указом Президиума Верховного Совета СССР от 5 июля 1944 года была образована Новгородская область и Молвотицкий район вошёл в её состав.
Во время неудавшейся всесоюзной реформы по делению на сельские и промышленные районы и парторганизации, в соответствии с решениями ноябрьского (1962 года) пленума ЦК КПСС «о перестройке партийного руководства народным хозяйством» с 10 декабря 1962 года был образован крупный Демянский сельский район, а административный Молвотицкий район 1 февраля 1963 года был упразднён. Молвотицкий сельсовет тогда вошёл в состав Демянского сельского района. Пленум ЦК КПСС, состоявшийся 16 ноября 1964 года восстановил прежний принцип партийного руководства народным хозяйством, после чего Указом Верховного Совета РСФСР от 12 января 1965 года сельские районы были преобразованы вновь в административные районы и решением Новгородского облисполкома № 6 от 14 января 1965 года Молвотицкий сельсовет и деревня в Демянском районе. В соответствие решению Новгородского облисполкома № 706 от 31 декабря 1966 года Молвотицкий сельсовет и деревня из Демянского района были переданы во вновь созданный Марёвский район.
После прекращения деятельности Молвотицкого сельского Совета в начале 1990-х стала действовать Администрация Молвотицкого сельсовета, которая была упразднена в начале 2006 года и деревня Василёвщина, по результатам муниципальной реформы вошла в состав муниципального образования — Молвотицкое сельское поселение Марёвского муниципального района (местное самоуправление), по административно-территориальному устройству подчинена администрации Молвотицкого сельского поселения Марёвского района.

## Население
| 2010 | 2012 | 2013 | 2014 | 2015 | 2016 |
| ---- | ---- | ---- | ---- | ---- | ---- |
| 8    | ↘7   | ↘5   | →5   | →5   | ↘4   |

### Национальный состав
По переписи населения 2002 года, в деревне Василёвщина проживали 18 человек (83 % русские)

## Инфраструктура
В деревне одна улица — Мирная.